# Zalutschia mallae
Zalutschia mallae är en tvåvingeart som beskrevs av Tuiskunen 1986. Zalutschia mallae ingår i släktet Zalutschia och familjen fjädermyggor.
Artens utbredningsområde är Finland. Arten har ej påträffats i Sverige. Inga underarter finns listade i Catalogue of Life.